# Kretén
Ez a szócikk a vicclapról szól. A szellemi visszamaradottsággal társuló betegséget lásd itt: Kretenizmus.
A Kretén egy 1994 és 2009, illetve 2019 és 2020 között működött magyar nyelvű humormagazin volt, amely karikatúrákon és rövid írásokon kívül számos képregényt is közölt.
A Kretén az 1990-es évek második felétől kiemelt fontosságú szerepet játszott a magyar humoros képregény történetében.

## Története
A Kretén humormagazint 1994 márciusában indította útjára a SEMIC Interprint (ma ADOC-Semic) kiadó. A Kretén mintájául a híres amerikai MAD magazin és az ugyanerről a tőről fakadó francia Fluide Glacial szolgált akkori és jelenlegi főszerkesztője, Láng István számára: humoros képregények, karikatúrák, rövidebb írások elsősorban fiatal felnőtteknek, helyenként tiszteletlen, helyenként enyhén erotikus tartalommal, sajátosan kaotikus elrendezésben.
Mivel a Semic fő profilja amerikai comic book-ok magyar változatának a kiadása, a Kretén első száma is ebben a formátumban jelent meg, 32 fekete-fehér és 16 színes oldalon. Ám már a második számtól megnövelték a méretét, mert kiderült, hogy az újságárusoknál a szerkesztők szándéka ellenére automatikusan a fiatalabb olvasóknak szánt szuperhősös képregények mellé került. Ez a nagyobb formátum megmaradt, csak az oldalak számában volt időszakonként növekedés vagy csökkenés. A lap eleinte nyáron és karácsony előtt sűrűbben került az olvasókhoz, utána áttért a fix, kéthavonkénti megjelenésre.
A Kretén logóját Fujkin István tervezte, a lap első szlogenje pedig „Másfélkegyelmű humormagazin (17 év és 11 hónapon fölülieknek)” volt. Ennek több variánsa is díszítette az évek során a fejlécet, de leginkább „intelligens humormagazin”-ként vonult be a magyar sajtó történetébe. A lap indulásakor domináltak a Fluide Glacialból átvett anyagok, köztük a magyar származású Gotlib, valamint Reiser és Binet munkái, de már ekkor olvashatók voltak eredeti, magyar képregények is, Fujkintól és Varga Zerge Zoltántól, a karikaturisták között pedig elsőként Szmodis Imre munkái jelentek meg a Kreténben. A hazai anyagot erősítették már ekkor többek között Wágner B. György abszurd írásai.
Jelentős fordulatot hozott a Kretén 4. száma, amelyben először sikerült a lapot ihlető MAD magazinból olyan klasszikus képregényeket és más humoros anyagokat beszerezni, mint Don Martin, Sergio Aragonés és Duck Edwing munkái. A következő évtől kezdve a lap többször is „A Kretén bemutatja a MAD-et” címen, mintegy különkiadásként jelent meg, kizárólag a nagy amerikai testvérlapból válogatott anyagokkal, majd 1997-től néhány évig külön magazinként volt kapható a magyar MAD.
Folyamatosan kaptak lehetőséget fiatal magyar alkotók, köztük Csete Tamás, Garisa H. Zsolt és a Három Madár Műhely (Dudás Győző, Hauck Ferenc és Zách Attila). 1995-ben csatlakozott a laphoz két kiemelkedő tehetség, a főként karikaturistaként ismert Marabu a Dilidodó című képcsíkjaival, és a következő évek legaktívabb munkatársa, Fekete Imre. Valamivel később Göndöcs Gergely eleinte csak karikatúrákkal, majd képregényekkel is jelentkezett. A kialakult stáb megszilárdult, de rendszeresen bemutattak más külföldi és hazai alkotókat is.
2003-ban indult el a nyomtatott Kreténtől eltérő tartalmat és előzeteseket bemutató, naponta többször is frissített www.kreten.hu honlap, amelyet a lap vezető munkatársai szerkesztettek.
2009 decemberében, a 100. szám megjelenése után beszüntette működését. A megszűnés oka az eladások csökkenő száma volt. A kreten.hu még 2011 tavaszáig volt elérhető.
2019 októberében bejelentették a magazin újraindulását, a 101. szám október 29-én jelent meg. A 104. és 105. szám No Komplett mellékletet is tartalmazott. Az utolsó, 105. szám 2020 novemberében jelent meg.

## Rendszeresen megjelenő képregények a Kreténben

### Külföldi szerzők sorozatai
- Kicsinyke rovatocska (benne Hörg professzor előadásai, eredeti címe Rubrique-à-brac, Gotlib, 1994–2009)
- Bidochonék (Les Bidochon, Christian Binet, 1994–2009)
- Porcogó (Cubitus, Dupa, 1994–1995)
- Derűs Hörcsög és a kiscserkészek (Hamster Jovial et ses louveteaux, Gotlib, 1994–1995)
- Perverz Tata (Pervers Pépère, Gotlib, 1994–2005)
- Állatságok (Boes, írta Thijs Wilms, rajzolta Will Raymakers, 1994–2001)
- Gúzs és szájpecek (Bound and Gagged, Dana Summers, 1994–2003)
- Dilinoszaurusz (Nabuchodinosaure, írta Herlé, rajzolta Widenlocher, 1994–1998)
- A természet lágy ölén (La vie au grand air, Reiser, 1997–1999)
- Robotman (Jim Meddick, 1998–2009)
- Szemüveges történetek (Durant les travaux, l'exposition continue, írta Clarke, rajzolta Midam, 1999–2000)
- Sötét gondolatok (Idées noires, André Franquin, 2001–2003)
- Konzol Kid (Kid Paddle, Midam, 2003–2007)
- Paprikás Csirke (P. C. Vey, 2003–2009)
- Kisköcsög (Das kleine Arschloch, Walter Moers, 2006–2009)
- A szörnyeteg a királykisasszonyok földjén (Papa raconte, írta Lewis Trondheim, rajzolta José Parrondo, 2006–2007)
- Bicepsz kapitány (Captain Biceps, Tebo & Zep, 2007–2009)
- Tony & Alberto (Dab's, 2008–2009)

További rendszeresen közölt külföldi képregényalkotók: Sergio Aragonés (1994–2009), Claire Brétécher (1994–1996), Edika (1995–2009, 2019–), Duck Edwing (1994–2009), Serge Ernst (1994–1997), Don Martin (1994–2009).

### Hazai szerzők sorozatai
- Dállász, avagy a Jújing család Magyarországon (Varga Zerge Zoltán, 1994–2000)
- Népmesécske rovatocska (Három Madár Műhely, 1994–1995)
- Dilidodó (Marabu, 1995–2009)
- Kovács Pistike (Fekete Imre, 1995–2009)
- Albert (Fórizs Attila, 1995–1996)
- Gejza, a postás (Őszi Zoltán, 1995–1996)
- Lajos (Őszi Zoltán, 1995–2005)
- Mármegintatv (Fekete Imre, 1995–1997)
- X-atkák (Fekete Imre, 1995–1997)
- David Tetemborough (Fekete Imre, 1996)
- Debil felügyelő (Wichmann Ákos, 1996–2009)
- Józsi bá (Vígh Gyula, 1996–2009)
- Dr. Sör Kálmán, matematikus (Göndöcs Gergely, 1998–2009)
- Dragonbill (írta Fekete Imre, rajzolta Varga Zerge Zoltán, 2000–2001)
- Desodora (írta Fekete Imre, rajzolta Garisa H. Zsolt, 2001–2003)
- Diplopia (írta Fekete Imre, rajzolta Varga Zerge Zoltán, 2004–2006)
- Nyúltörténetek (Vass Róbert, 2005)
- Jódban-rosszban (írta Fekete Imre, rajzolta Varga Zerge Zoltán, 2006)
- Zoo (Marabu, 2006–2009)
- Schwartwalter Klinik (írta Fekete Imre, rajzolta Varga Zerge Zoltán, 2006–2007)
- Brain Works Comics (Simon Tibor, 2007)

További rendszeresen publikáló magyar alkotók: Wágner B. György (1994–2009), Barta Tamás (1994–2000), Csete Tamás (1995–2009), Fujkin István (1994–1995), Nemes József (1994–1998), Szmodis Imre (1994–2009), Lehoczki Károly (1997–2009), Puller István (1997–2009), Lanczinger Mátyás (2002–2009), Bak Krisztián Sándor [BKS] (2006–2009), Kemenes Tamás (2006–2009).